# Lareiga orichalcum
Lareiga orichalcum är en stekelart som beskrevs av Heinrich 1980. Lareiga orichalcum ingår i släktet Lareiga, och familjen brokparasitsteklar. Inga underarter finns listade.